# Kevin Systrom
Kevin Systrom , né le 30 décembre 1983 à Holliston, Massachusetts, est un entrepreneur et développeur americain. Il est plus connu comme étant le cofondateur d'Instagram.

## Vie personnelle
Les parents de Kevin Systrom sont Diane et Douglas Systrom. À sa naissance sa mère était une responsable du marketing de Zipcar et son père était le vice-président de TJX. Sa mère, une femme d'affaires passionnée par les technologies, a exercé une grande influence sur ses choix de carrière.
Durant ses années au lycée Middlesex, où il présidait le club de photographie, il s'est pris de passion pour la programmation. Il a développé ses intérêts en jouant à Doom 2 et en créant ses propres niveaux. Dans les années suivantes il a créé des programmes pour faire des blagues à ses amis, faisant semblant d'avoir piraté leurs comptes AOL.
Son premier emploi a été chez Boston Beat, un magasin de vinyles situé à Boston. À l'époque il voulait être DJ et il a écrit à plusieurs magasins, les suppliant de l'embaucher. Finalement Boston Beat l'a accepté pour quelques heures par semaine. Grâce à cette expérience Systrom a bientôt commencé à être assistant pour des vrais DJs dans des boîtes de nuit de Boston, même si légalement il n'avait pas le droit d'y entrer car il n'avait pas encore 18 ans.
Pendant ses premières années à l'université il s'est beaucoup intéressé à la photographie, et c'est pendant son voyage à Florence en Italie que son professeur d'italien lui a montré un appareil Holga, qui prenait des photos old-school.
Le 31 octobre 2015 il a épousé une collègue de l'Université Stanford, Nicole Schuetz, c'est elle qui en 2010 a donné à Systrom l’idée d'inclure des filtres sur Instagram. Le mariage a eu lieu à Beaulieu Vineyard, Napa, Californie.

## Formation
Systrom a terminé ses études secondaires à la Middlesex School.
Pour ses études Systrom a choisi l'Université de Stanford, qui offrait une bonne éducation en technologie et avait beaucoup de liens avec la Silicon Valley. Il voulait étudier les sciences informatiques, mais il les a trouvées trop théoriques et il s'est concentré sur des sujets plus pratiques, comme les finances et l'économie. Pendant son temps libre il créait des programmes, comme un site pour sa fraternité (Systrom appartenait à Sigma Nu) qui permettaient de partager des photos de fêtes entre eux.
Il a obtenu un diplôme de licence en sciences de gestion et ingénierie.

## Début de carrière
L'Université de Stanford offrait un prestigieux Mayfield Fellows Program et Systrom a fait partie des douze étudiants sélectionnés pour ce programme. En conséquence, il a commencé en juin 2005 un stage de 4 mois chez Odeo - une start-up créée par Evan Williams, qui donnait un accès facile à l'enregistrement et au partage des podcasts. Systrom a travaillé comme Technical and Business intern et a aussi travaillé sur Odeo Widget qui a été créé à peu près en même temps que Facebook et a été un précurseur de Twitter.
Grâce à Odeo Systrom a connu Jack Dorsey (cofondateur de Twitter, avec Evan Williams et Biz Stone). Ils sont vite devenus amis en améliorant les applications pour Odeo. Dorsey a plus tard introduit Systrom dans le monde de la technologie.
En 2004 Mark Zuckerberg a essayé d'embaucher Systrom pour Facebook; mais il avait refusé, voulant terminer ses études. Pendant ses dernières années à l'université il a obtenu plusieurs propositions de travail, dont une de Microsoft. Après avoir obtenu son diplôme il a commencé le programme de Associate Product Marketing Manager de Google. Pendant ce temps il a travaillé sur des produits comme Gmail, Google Agenda, Google Docs, et Spreadsheets. Il ne travaillait pas sur le développement de ces produits, mais du côté marketing. Après deux ans il a réussi à rejoindre le département des fusions et acquisitions.
En 2009 Systrom quitte Google et rejoint Nextstop, une start-up créé par d'autres ex-travailleurs de Google. C'était un site qui offrait des recommandations de voyages. Là-bas Systrom était plus libre pour développer ses compétences en code et il a créé plusieurs programmes pour le site, comme quelques petits jeux sur des images. Il a aussi appris beaucoup sur les mécanismes des check-ins et des jeux sociaux en-ligne.

## Prototypes d'Instagram
Pendant son temps à Nextstop, Systrom s'est efforcé de beaucoup coder, notamment durant ses soirées et ses week-ends. Ainsi, il a créé en HTML5 un prototype nommé Burbn (nom inspiré par son appréciation du bourbon du Kentucky) – une application permettant aux utilisateurs de faire des recherches sur des lieux de sortie, de préparer ses virées entre amis et de poster les photos de ces rendez-vous. En mars 2010, Kevin Systrom participe à Hunch, un événement pour les start-up de la Silicon Valley. C’est là-bas qu’il a convaincu les représentants de Baseline Ventures et Andreessen Horowitz d'investir dans son projet avec 500 000 $. Grâce à ces fonds il a pu quitter son travail à Nextstop, embaucher d’autres personnes et se consacrer au développement de ce prototype.
Systrom a ensuite proposé le statut de cofondateur à un collègue d'université, Mike Krieger (MS (master) in Symbolic Systems), qui avait déjà de l’expérience en tant qu’ingénieur et UX Designer grâce au réseau social Meebo. Tous deux ont décidé de se concentrer seulement sur la photographie, car c'était la fonction de Burbn la plus populaire. D'abord ils ont créé Scotch, mais il manquait les filtres à l'application et celle-ci a été vite abandonnée. Finalement, après environ huit semaines de travail Instagram est né – le nom venant de la combinaison de « instant camera » et « telegram ». Les deux start-uppers ont conçu leur produit en espérant qu’il soit utilisé dans un premier temps par les acheteurs du nouvel Apple iPhone 4 (apparu en juin 2010). Ils ont aussi testé l'application avec 100 utilisateurs (maximum permis par Apple bêta-test) ciblés entre graphistes et journalistes, obtenant des résultats très positifs.

## Succès d'Instagram
Le 6 octobre 2010 Systrom a ajouté l'application à l'Apple App Store. L’application a été téléchargée 25 000 fois dès les premiers jours, faisant d’Instagram l’application gratuite de partage de photos la plus populaire. Au bout d’une semaine, on pouvait déjà compter 100 000 utilisateurs. Ainsi, durant les deux premières années, Instagram voyait le nombre de ses utilisateurs augmenter et a même rejeté toutes les propositions de rachat[réf. nécessaire].
Finalement, le 9 avril 2012, Systrom annonce que la compagnie a été rachetée par Facebook. Il a été attiré non seulement par la somme offerte, mais surtout par la promesse de Zuckerberg de laisser Instagram s'auto-gérer relativement indépendamment de Facebook. Il a commenté : « […] Instagram ne part pas. Nous allons travailler avec Facebook pour faire évoluer Instagram et construire un réseau commun. ».

## Départ d'Instagram
En septembre 2018, à la suite d'un conflit avec Mark Zuckerberg, Kevin Systrom et Mike Krieger quittent Instagram.